# Coppa Italia 1978 (hockey su pista)
La Coppa Italia 1978 è stata la 12ª edizione della principale coppa nazionale italiana di hockey su pista. La competizione è iniziata con i gironi eliminatori territoriali il 7 gennaio, e  si è conclusa il 21 ottobre 1978.
Il trofeo è stato conquistato dall'Amatori Lodi per la prima volta nella sua storia.

## Risultati

### Seconda fase[1]

#### Girone A
| Squadra          | Pt | G | V | N | P | GF | GS | DG |
| ---------------- | -- | - | - | - | - | -- | -- | -- |
| Amatori Lodi     | ?  |   |   |   |   |    |    |    |
| Novara           | ?  |   |   |   |   |    |    |    |
| Laverda Breganze | ?  |   |   |   |   |    |    |    |
| Pordenone        | ?  |   |   |   |   |    |    |    |
| Goriziana        | ?  |   |   |   |   |    |    |    |

#### Girone B
| Squadra              | Pt | G | V | N | P | GF | GS | DG |
| -------------------- | -- | - | - | - | - | -- | -- | -- |
| AFP Giovinazzo       | ?  |   |   |   |   |    |    |    |
| Follonica            | ?  |   |   |   |   |    |    |    |
| Atl. Forte dei Marmi | ?  |   |   |   |   |    |    |    |
| Amatori Modena       | ?  |   |   |   |   |    |    |    |
| ENEL Bari            | ?  |   |   |   |   |    |    |    |

### Finale
| Giovinazzo 14 ottobre 1978 Finale di andata | AFP Giovinazzo | 2 – 2 | Amatori Lodi | Palasport di Giovinazzo |

| Lodi 21 ottobre 1978 Finale di ritorno | Amatori Lodi | 7 – 1 | AFP Giovinazzo | PalaRiboni |

## Campioni
| Vincitore della Coppa Italia 1978 |
| --------------------------------- |
| Amatori Lodi 1º titolo            |